# Autoroute A 340
Die Autoroute A 340, auch als Antenne d’Haguenau bezeichnet, war eine französische Autobahn mit Beginn an der A4 in Bernolsheim und dem Ende in Hagenau. Insgesamt war die Autobahn 8,4 km lang. Sie wurde 1973 eröffnet (A 4 – RD 263) und am 22. November 1976 bis zur RD 421 verlängert.
Bereits 2008 wurde der 1,5 Kilometer lange Abschnitt von der A 4 bis zur RD 519 zur N 340 abgestuft und der weitere Verlauf bis zur RD 263 zur RD 1340. Anlässlich der Übertragung nicht konzessionierter Autobahnen von der DIR-EST auf die Europäische Gebietskörperschaft Elsass (CeA) wurde am 1. Januar 2021 die A 340 auf ihrer gesamten Länge freigegeben und verlor ihren Autobahnstatus. Sie ging nunmehr vollständig in der Departementsstraße 1340 auf.